# سيفيرينوس ديزيري ايمانوال
سيفيرينوس ديزيري اٍيمانوال (بالهولندية: Severinus Desiré Emanuels)‏ هو سياسي سورينامي، عضو في حزب الحزب الوطني السورينامي. تولى منصب وزير أول في الفترة الممتدة من 16 جويلية 1958 اٍلى جوان 1963.
حصل على شهادة الدكتوراه في جامعة أوتريخت في كل من الأدب والقانون والفلسفة. من 1934 حتي 1950 كان يعمل كضابط القضائية في جزر الهند الشرقية الهولندية أو إندونيسيا لاحقا. في عام 1948 وكان مستشارا لمؤتمر باندونغ الاتحادي.